# Patrick-Nunatak
Der Patrick-Nunatak ist ein 1535 m hoher Nunatak im westantarktischen Queen Elizabeth Land. In der südlichen Neptune Range der Pensacola Mountains ragt er 7 km südöstlich des Gambacorta Peak auf.
Der United States Geological Survey kartierte ihn anhand eigener Vermessungen und Luftaufnahmen der United States Navy aus den Jahren von 1956 bis 1966. Das Advisory Committee on Antarctic Names benannte ihn 1968 nach Frank M. Patrick, Aerograph auf der Ellsworth-Station im antarktischen Winter 1958.